# Каань
Каа́нь (фр. Cahagnes) — коммуна во Франции, находится в регионе Нижняя Нормандия. Департамент коммуны — Кальвадос. Входит в состав кантона Оне-сюр-Одон. Округ коммуны — Вир.
Код INSEE коммуны — 14120.

## Население
Население коммуны на 2010 год составляло 1373 человека.
| 1962 | 1968 | 1975 | 1982 | 1990 | 1999 | 2010 |
| ---- | ---- | ---- | ---- | ---- | ---- | ---- |
| 1059 | 1005 | 902  | 945  | 934  | 1065 | 1373 |

## Экономика
В 2010 году среди 868 человек трудоспособного возраста (15—64 лет) 655 были экономически активными, 213 — неактивными (показатель активности — 75,5 %, в 1999 году было 72,4 %). Из 655 активных жителей работали 618 человек (336 мужчин и 282 женщины), безработных было 37 (16 мужчин и 21 женщина). Среди 213 неактивных 70 человек были учениками или студентами, 83 — пенсионерами, 60 были неактивными по другим причинам.